# Campo satellite (nazismo)
I campi satellite, ufficialmente Arbeitslager der Waffen-SS, furono i centri di detenzione periferici (Haftstätten) sotto il comando dei campi di concentramento gestiti dalle SS nella Germania nazista e nell'Europa occupata dai tedeschi. I nazisti distinguevano tra i campi principali (Stammlager) e i campi satellite (Außenlager o Außenkommandos) ad essi subordinati. Spesso le condizioni di vita nei campi satellite erano peggiori rispetto a quelle dei campi principali.

## Ideazione e creazione

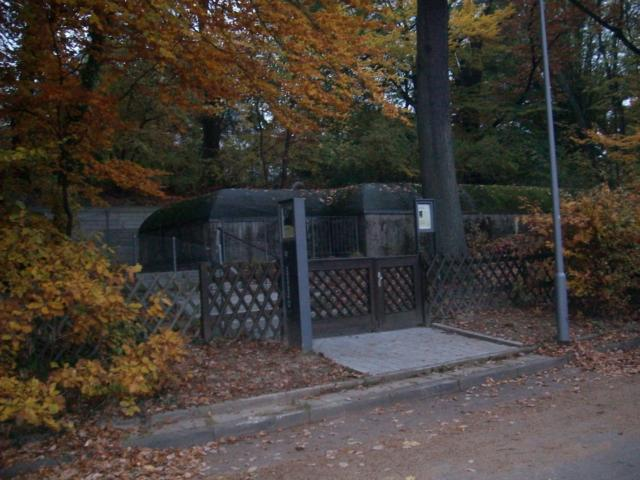
L'Außenkommando "Unter den Eichen" a Wiesbaden fu il sito di un sottocampo di Hinzert, ospitò 100 prigionieri politici ai lavori forzati.

All'interno di un campo di concentramento i prigionieri svolgevano vari compiti; non dovevano e non potevano essere inattivi durante l'internamento. Le attività lavorative potevano anche essere inutili, fastidiose e non produrre alcun risultato concreto.
Sulla base del linguaggio militare, le SS designarono i gruppi dei prigionieri come kommando: un termine generico per defninire le "unità lavorative" (Arbeitskommandos) di un accampamento: ad esempio, nel campo di concentramento di Dachau esisteva una "unità lavorativa del crematorio" (Arbeitskommando Krematorium), un gruppo di prigionieri alloggiati separatamente e senza contatti con altri prigionieri. I kommando incaricati dei lavori di costruzione erano supervisionati dai kapo, cioè prigionieri con il compito di organizzare gli altri prigionieri.
L'assegnazione di un prigioniero ad un kommando di lavoro fisicamente leggero o pesante influiva sulle sue possibilità di sopravvivenza. Ad esempio, un kommando che operava all'interno di un edificio, svolgendo lavori tecnici, era più sopportabile rispetto ai kommando costretti a lavorare all'aperto, con temperature gelide in inverno.

## KZ-Außenkommandos
Dachau fu il primo campo di concentramento costruito per volere del Reichsführer-SS Himmler. Esisteva dal 1933 e fece da prototipo per i successivi campi, come Buchenwald, costruito nel 1937. Non era geograficamente limitato alla città di Dachau. Ai kommando formati all'interno del campo si aggiunsero ben presto quelli che lavoravano fuori, ad esempio nelle coltivazioni agricole (Kommando der Kräuterplantage) o nelle torbiere, al taglio della torba. Le SS impiegarono sempre più prigionieri fuori dal loro campo di riferimento e fecero costruire loro le infrastrutture necessarie come strade, fossati, caserme o luoghi di ricreazione delle SS. I prigionieri dei campi di concentramento venivano sfrutttati anche per scopi privati degli alti ufficiali nazisti: ad esempio, nella casa di campagna di Brüningsau di Oswald Pohl, nella casa di caccia di Himmler e nella casa di campagna di Hans Loritz, comandante di Dachau. Anche Eleonore Baur, amica personale di Hitler, ebbe a disposizione il suo kommando. Molti di questi gruppi di lavoro duravano solo alcune settimane o mesi, con forza attiva variabile. La terminologia usata all'epoca definiva i gruppi di prigionieri che pernottavano fuori anche come Außenkommandos.
In diversi casi gli Außenkommandos si trasformarono in nuovi campi di concentramento indipendenti: il campo di concentramento di Mauthausen nacque nell'agosto del 1938 con l'arrivo dei primi prigionieri da Dachau. Anche il campo di concentramento di Niederhagen fu creato a partire da un KZ Außenkommando, così come il campo di concentramento di Mittelbau-Dora, inizialmente un sottocampo di Buchenwald che successivamente divenne un campo di concentramento indipendente.

## KZ-Außenlager

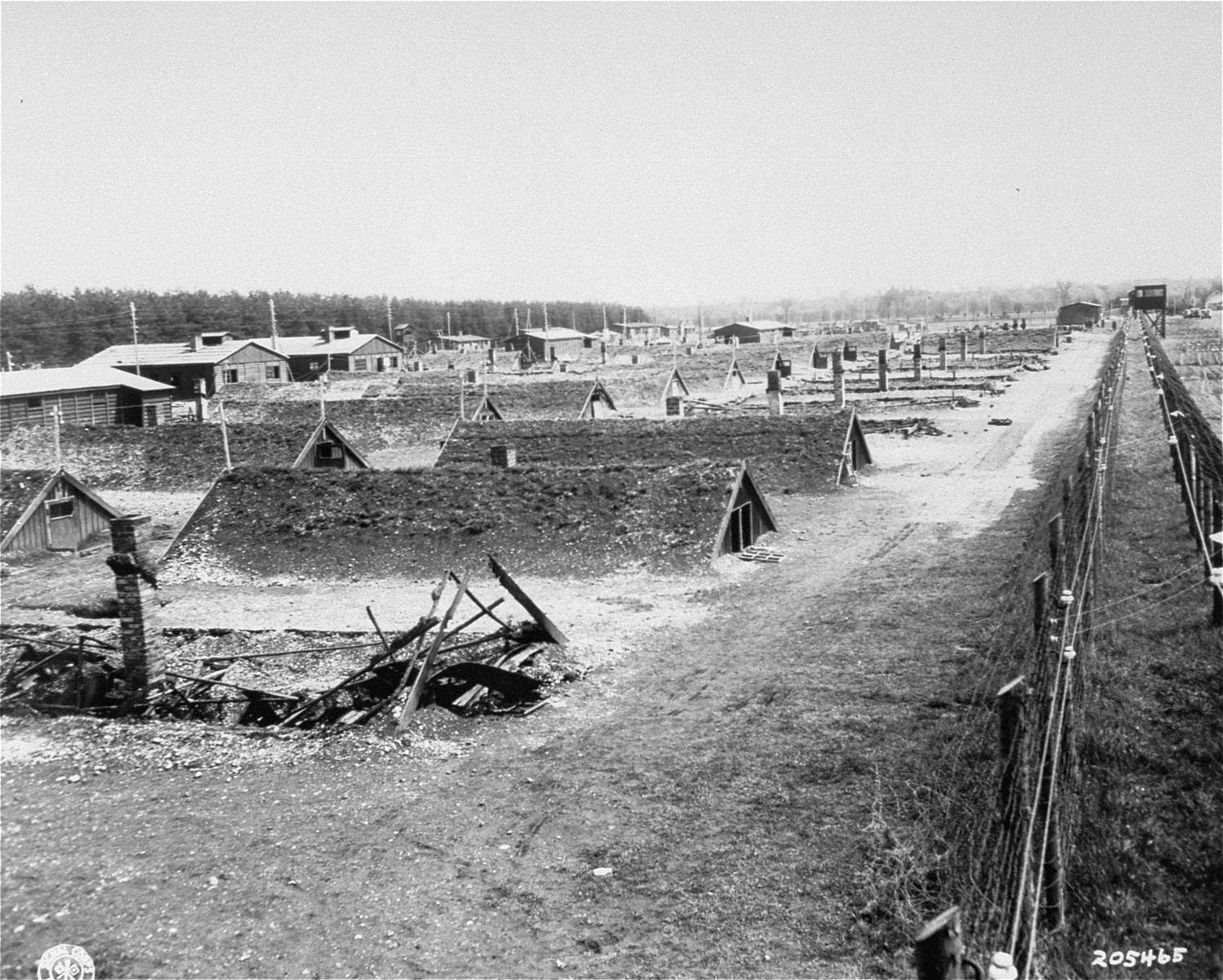
Le capanne nel campo di concentramento di Kaufering in cui erano alloggiati i prigionieri.

All'inizio della guerra le SS impiegarono un numero sempre maggiore di detenuti nelle fabbriche di armamenti. A volte essi venivano sistemati in dormitori di fortuna, in altri casi le SS costruivano un vero e proprio accampamento dotato di torri di guardia e recinti. Molti di questi campi satellite (KZ-Außenlager) erano organizzati in modo simile ai campi principali, con tanto di comandanti del campo delle SS (SS-Lagerführer) e funzionari dei prigionieri come il Lagerältester (responsabile del campo) o il Blockältester (responsabile del blocco).
Oggi questi campi sono conosciuti come campi satellite (in tedesco KZ-Außenlager o Nebenlager). A volte si usava l'abbreviazione "KZ" anche in riferimento a un campo principale. Nella gerarchia del sistema dei campi nazisti i campi satellite erano subordinati a un campo di concentramento che, ad esempio, custodiva i registri dei prigionieri e i registri delle morti. Nei successivi documenti nazisti i campi satellite a volte venivano indicati anche come campi di lavoro (Arbeitslager).